# Caselle Torinese
Caselle Torinese é uma comuna italiana da região do Piemonte, província de Turim, com cerca de 15.437 habitantes. Estende-se por uma área de 28 km², tendo uma densidade populacional de 551 hab/km². Faz fronteira com San Maurizio Canavese, Leinì, Robassomero, Venaria Reale, Settimo Torinese, Borgaro Torinese.

## Demografia
| Variação demográfica do município entre 1861 e 2011                               |
|                                                                                   |
| Fonte: Istituto Nazionale di Statistica (ISTAT) - Elaboração gráfica da Wikipedia |